# بورصة برمودا للأوراق المالية
بورصة برمودا للأوراق المالية أو سوق برمودا للأوراق المالية هي سوق أوراق مالية وتقع في هاميلتون، برمودا، أسست عام 1971. أفاد تقرير "مراجعة نهاية العام" الصادر عن البورصة لعام 2010 أن قيمتها السوقية الإجمالية (باستثناء صناديق الاستثمار المشترك) بلغت 319 مليار دولار أمريكي.
تتخصص البورصة في إدراج وتداول أدوات سوق رأس المال، مثل الأسهم والسندات وصناديق الاستثمار المشترك (بما في ذلك هياكل المحافظ الوقائية) وبرامج شهادات الإيداع.